# The Seattle Times
A The Seattle Times az egyetlen seattle-i napilap. 1983-tól 2009-ig a Times és Seattle város más fontosabb lapjai, a Hearst-tulajdonában lévő Seattle Post-Intelligencer, egy közös üzemeltetési megállapodás keretében ( "Joint Operating Agreement" (JOA)) működtek, amely során a hirdetés, termelés, marketing és a példányszám, forgalmazás mindkét újság esetében a Times irányítása alatt volt. Külön tartottak fent egy hír és egy szerkesztői részleget. Ez a megállapodás 2009. március 17-én szűnt meg, amikor a Seattle Post-Intelligencer publikálása is megszűnt. A The Seattle Times lett Seattle egyedüli jelentős napilapja.

## Történelem
A Seattle Times a Seattle Press-Times-tól származott, amely egy négyoldalas napilap volt. 1891-ben alapították, naponta kb. 3.500 példányszámban jelent meg. Később ezt egy Maine-i tanár, Alden J. Blethen ügyvéd vásárolt meg 1896-ban. Az újságot átnevezték Seattle Daily Times-ra, ami fél éven belül megduplázta a forgalmát. 1915-re 70.000-es a példányszám. 2007 szeptemberében a hétköznapi példányszám 215.311-nél állt.
A Times az egyike annak a kevés megmaradt városi napilapnak az USA-ban, ami függetlenül működött és egy helyi család tulajdonában állt (Blethen család). Amíg a The Seattle Times Company tulajdonában volt és működtette a Times-t, három másik lapot is magáénak tudhatott Washington-ban, úgy mint a Blethen Maine Newspapers, amely Maine-ben található és 5 újságot üzemeltet. A The McClatchy Company a szavazati részvények 49,5 százalékát birtokolja a Seattle Times Company-ban, amelyet régebben a Knight Ridder birtokolt.
A Times jelentései hét Pulitzer-díjat kaptak. Nemzetközi tekintélye van, főleg a tényfeltáró újságírásáért.
A szerkesztőt tekintve, a Times a testvér lapjától, a P-I-től kissé jobbra van. (politikailag). Helyeselte George W. Bush –t elnöknek 2000–ben (míg a P-I Al Gore-t helyeselte), de John Kerry-t 2004-ben és Barack Obama-t 2008-ban szintén támogatta. A republikánus Dino Rossi-t is támogatta kormányzónak 2004-ben és 2008-ban, míg a P-I a demokrata Christine Gregoire-t támogatta mindkét alkalommal.
2006. december 15-én csak 13.000 példányt nyomtattak a Seattle Times-ból, a 2006 decemberében lezajlott északnyugati viharok következtében keletkezett áramszünet miatt.

## Főcím vita
2002 februárjában, a Seattle Times az 'American outshines Kwan' [Egy amerikai felülmúlta Kwant] című alcímet futtatott, miután Sarah Hughes megnyerte az aranyérmet a 2002-es olimpián. Sok ázsiai-amerikai [bevándorlók] sérelmet érzett a Times e cselekedete miatt, még miután az újság elnézést kért, mert Michelle Kwan is amerikai.

## Közös üzemeltetési megállapodás (JOA) vita
A Times bejelentette szándékát, hogy megszünteti a JOA-t 2003-ban. A szerződésben foglaltaknak arra a záradékára hivatkozva, hogy három egymást követő veszteséges év esetén a szerződés megengedi, hogy kilépjenek a megállapodásból. A Hearst perelt, vitatva, hogy a vis maior záradék megakadályozta a Times-t a veszteségek iránti fellépések érdekében, annak az indokaként, hogy megszüntessék a JOA-t, amikor azok [a veszteségek] rendkívüli eseményekből származnak (ebben az esetben, egy hét hetes napilap sztrájk). Míg a kerületi bíróság a Hearst javára részrehajlóan döntött, a Times megnyerte a fellebbezést, Washingtoni Állami Legfelsőbb Bíróság, 2005. június 30-i egyhangú döntését is beleértve. A Hearst továbbra is azt állította, hogy a Times koholta a veszteségét 2002-ben. A két újság 2007. április 16-án bejelentette, hogy véget vetnek a vitájuknak.

## Kézbesítés és lapszélesség
A Seattle Times egy délutáni lap volt 104 éven keresztül egészen 2000. Március 6-ig. Ezek után állt át a reggeli kézbesítésre, hogy elkerülje más délután megjelenő lapok sorsát, melyek leálltak. Ez a Times-t direkt versenybe állította a JOA partnerével, a reggeli P-I-vel.
Évtizedeken keresztül, a Times broadsheet lapjának a szélessége 13½ inch volt (34.3 cm), egy 54 inches nyomópapírhengerről nyomtatták, egy négyoldalas szélesség, egy tekercs újságpapírnak. Követve az iparban végbemenő sztenderdek változását, a lap szélessége 2005-ben 1 inch-csel(2.54 cm) lett lecsökkentve, 12½ inchre (31.8 cm), akkor 50 inches a nyomópapírhenger standard. 2009 februárjában, a nyomópapírhenger mérete tovább csökkent 46 inchre, ami leszűkítette a lapot 11½ inch szélességre (29.2 cm).